# 托尔塞昂瓦莱
托尔塞昂瓦莱（法語：Torcé-en-Vallée，法語發音：[tɔʁse ɑ̃ vale]）是法国萨尔特省的一个市镇，属于马梅尔斯区。

## 地理
托尔塞昂瓦莱（48°8'0"N, 0°23'46"E）面积16.86 平方千米，位于法国卢瓦尔河地区大区萨尔特省，该省份为法国西北部内陆省份，北起顺时针与奥恩省、厄尔-卢瓦省、卢瓦-谢尔省、安德尔-卢瓦尔省、曼恩-卢瓦尔省和马耶讷省接壤，是法国大西部的入口，连接卢瓦尔河谷、布列塔尼和巴黎盆地。
与托尔塞昂瓦莱接壤的市镇（或旧市镇、城区）包括：布里奥讷莱萨布勒、博费、博内塔布勒、隆布龙、锡耶勒菲利普。

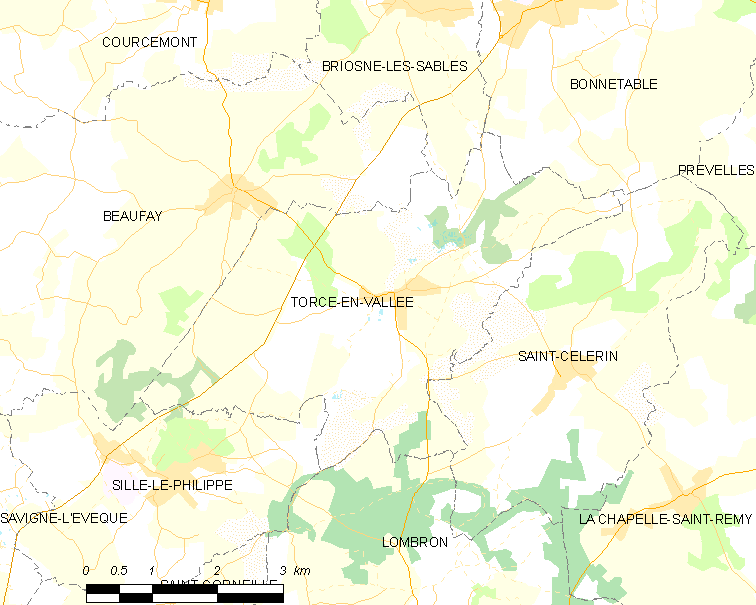
托尔塞昂瓦莱的OSM定位图

托尔塞昂瓦莱的时区为UTC+01:00、UTC+02:00（夏令时）。

## 行政
托尔塞昂瓦莱的邮政编码为72110，INSEE市镇编码为72359。

## 政治
托尔塞昂瓦莱所属的省级选区为萨维涅莱韦克县。

## 人口

1962-2008年间托尔塞昂瓦莱人口变化图示

托尔塞昂瓦莱于2022年1月1日时的人口数量为1412人。